# Virginie Caren
 (novembre 2021).
Si vous disposez d'ouvrages ou d'articles de référence ou si vous connaissez des sites web de qualité traitant du thème abordé ici, merci de compléter l'article en donnant les références utiles à sa vérifiabilité et en les liant à la section « Notes et références ».
Virginie Caren, née le 15 juillet 1972, est une actrice française.

## Biographie

### Vie privée
Virginie Caren a une fille, Louna, née en 2001 de son union avec Sebastien Courivaud. Ils ont divorcé en 2006.

## Filmographie

### Cinéma
- 1995 : L'Histoire du petit homme bizarre (Court-métrage)

### Télévision
- 1992 : Salut Les Musclés (épisode 218)
- 1993 : Le Miel et les Abeilles : Cathy (épisodes 47 et 48)
- 1993 : Hélène et les Garçons : Une fille à la salle de sport (non crédité, épisode 121)
- 1993 : Premiers Baisers : Caroline (épisode 114)
- 1995 : La Philo selon Philippe : Sidonie (épisode 10)
- 1995 : Les Années fac : Laurence (épisode 38)
- 1996 : Le Miracle de l'amour : Aline (12 épisodes)
- 1996 : L'École des passions : Julie (28 épisodes)
- 1997 : Studio des artistes : Julie (10 épisodes)
- 2009 : Mon père dort au grenier : Lise Dacourt (série télévisée)
- 2013 et 2015 : Les Mystères de l'amour : Aline (saison 4 et 11)
- 2021: Influences (série télévisée) : Adeline Grand-Girard